# Wolframio (III)
El wolframio (III) es un estado de oxidación en que se encuentra el wolframio en algunos compuestos.

## Compuestos
- WCl52-, pentaclorowolframato(III)[1]